# V/H/S/Beyond
V/H/S/Beyond es una película antológica de terror y ciencia ficción de metraje encontrado de 2024, y la séptima entrega y novena en general de la franquicia V/H/S . La película presenta segmentos de Jordan Downey, Christian y Justin Long, Justin Martinez, Virat Pal, Kate Siegel y Jay Cheel . La película se estrenó en Fantastic Fest el 20 de septiembre de 2024, seguida de un lanzamiento exclusivo en Shudder el 4 de octubre de 2024.

## Argumento

### "Abducción/Aducción"/narrativa marco
- Dirigida y escrita por Jay Cheel

El segmento envolvente de la película se presenta en forma de documental, con entrevistas a expertos que debaten la historia detrás de una casa que experimentó fenómenos paranormales y extraterrestres. El dueño de la casa era hijo de inmigrantes chinos que de repente empezaron a tener experiencias extrañas. Luego procedió a filmarlos con una variedad de cámaras. Después del segmento final, se muestran imágenes del hombre durmiendo en la cama mientras un extraterrestre entra en su habitación, saca lo que parecen ser huevos de su cuerpo y luego toma la cámara y se la mete por la garganta.

### "Cigüeña"
- Dirigida por Jordan Downey
- Escrito por Jordan Downey y Kevin Stewart

En medio de una serie de desapariciones de bebés, una unidad policial tiene una reunión privada a altas horas de la noche después de haber identificado la ubicación de la casa a la que fueron llevados los bebés. Traen a su nuevo miembro, Segura, quien tiene la tarea de filmar durante toda la noche. Se revela que otro miembro, ET, es uno de los padres de los bebés desaparecidos. La unidad encuentra la casa en ruinas y ve lo que parece ser una persona tambaleándose con aspecto de zombi, identificada como Brooder en los créditos. Parecen indiferentes ante la aparición de una amenaza sobrenatural e irrumpen en la casa donde proceden a matar a varios Brooders. Furioso, ET sale corriendo solo. En el segundo piso, el equipo restante encuentra un meteorito que aparentemente se estrelló contra el techo y determina que lo que salió de él fue responsable de la creación de los Brooders. Se dirigen al ático y descubren varias cunas que contienen a los bebés desaparecidos, uno de los cuales se revela que está mutando para desarrollar un pico. Cerca de allí, se ve una gran criatura alienígena parecida a una cigüeña dándose un festín con el cadáver de ET, antes de regurgitarlo en la boca del recién nacido más cercano. Proceden a disparar y matar a la cigüeña, pero Segura resulta herido. Le dan la bienvenida al equipo, llamado Los Guardianes, y revelan que han estado cazando monstruos durante un tiempo.

### "La chica de los sueños"
- Dirigida por Virat Pal
- Escrito por Virat Pal y Evan Dickson

Los paparazzi nativos de Mumbai, Arnab y Sonu, reciben un consejo para filmar a Tara, la última sensación de Bollywood . Arnab resiente a las celebridades porque él mismo soñaba con ser famoso, lo que implica que convertirse en un cazador de paparazzi es su forma de acercarse a ellas. Ven a Tara en su última película y Arnab se cuela en su tráiler. Él se esconde cuando ella regresa con su manager quien la reprende. Arnab se revela accidentalmente cuando, mientras se esconde en el armario, descubre lo que parece ser otra cara en un cuenco. Arnab decide mostrarse empático con Tara y le dice que no necesita que la manden a la calle. Tara, envalentonada por sus palabras, revela que es una especie de demonio robótico y le arranca la cara. Mientras Arnab es perseguido afuera, Tara mata a su manager escupiéndole ácido y persigue a todos hasta el estudio donde mata a todos con electricidad roja. Luego mata a Sonu y le arranca la cara a Arnab. Se lo coloca en la cara y sale a la calle donde están los periodistas, a quienes procede a atacar.

### "Vive y deja saltar
- Dirigida por Justin Martínez
- Escrito por Ben Turner y Justin Martinez

Zach está celebrando su cumpleaños número 30 con su esposa Jess, su mejor amigo Logan y muchos otros conocidos, a través del paracaidismo. Justo antes de que estén listos para saltar, ven un Ovni y varios aviones de combate . Un extraterrestre salta al avión antes de que choque con el OVNI, enviando a todos a caer hacia un naranjal. Zach sobrevive a la caída, pero descubre que Logan ha sido decapitado cuando aterrizan. Zach encuentra rápidamente a otros supervivientes mientras intenta buscar a Jess, pero un extraterrestre ataca repentinamente al grupo. Los amigos de Zach mueren cuando él encuentra los restos de Jess, quien había sido asesinada anteriormente por el extraterrestre. Zach logra escapar del bosque y salta al camión de un granjero exigiéndole que se vayan. El granjero lo amenaza para que salga de su camión, pero el extraterrestre lo mata y Zach recibe un disparo en los dedos. El extraterrestre lanza una luz a la cara de Zach antes de desaparecer. Mientras Zach intenta alejarse, el camión es repentinamente abducido junto con él.

### "Bebés peludos"
- Dirigida y escrita por Christian Long y Justin Long

Becky dirige una supuesta guardería para perros y conserva Taxidermia de sus perros anteriores. Un grupo activista por los Derechos de los animales decide investigar su casa y envía a sus miembros Stuart y Angela junto con el perro de su líder Miles, Pickles. Becky revela las comodidades de su casa, pero rápidamente descubre la artimaña de Stuart y Angela debido a su incompetencia. Ella los lleva al sótano donde les revela que otras personas han venido a hacerle preguntas y los captura con la intención de convertirlos quirúrgicamente en híbridos humano-perro. Miles y el resto de activistas deciden entrar a la casa (se niegan a llamar a la policía debido a su desconfianza en ellos) y son capturados y asesinados por los híbridos humano-perro a los que Becky les lavó el cerebro con éxito. Más tarde, un ladrón de porche intenta robar paquetes de la casa de Becky, pero es asesinado por uno de sus "perros".

### "Polizón"
- Dirigida por Kate Siegel
- Escrito por Mike Flanagan

Halley, una mujer que supuestamente dejó atrás a su marido y a su hija, está documentando sus hallazgos sobre posibles encuentros extraterrestres en el desierto de Mojave . Ella presencia una caída de luz del cielo e investiga dónde encuentra una nave espacial. Ella entra y examina el interior. Cuando se corta, salen pequeños nanitos que la curan, aunque rápidamente aprende que esto provoca mutaciones menores debido a que la nave mantiene a otros animales en estasis y copia su ADN. Después de esconderse de un extraterrestre, Halley se da cuenta de que no tiene escapatoria y experimenta que la nave viaja a la velocidad de la luz. Esto hace que ella se mueva por el barco y resulte herida. A medida que los nanitos continúan llegando y curándola, ella continúa mutando aún más. Ella no tiene forma de morir y queda en constante agonía por las mutaciones "curativas".

## Reparto

### "Abducción/Aducción"
- Brian Baker
- Trevor Dow
- Gerry Eng
- Sam Gorski
- Mitch Horowitz
- Niko Peuringer
- Reyezuelo Weichman

### "Cigüeña"
- Thom Hallum como Broome
- James C. Burns como Aubert
- Jolene Andersen como Bennet
- Tyler Joseph Andrews como Ivy
- Vas Provatakis como ET
- Phillip André Botello como Segura
- Morgan L. Chancelien como gigante incubadora
- Dane DiLiegro como cigüeña
- Chris Page como Brooder
- Alan Maxson como Brooder
- Blaine McGee como Brooder
- Morgan McGee como Brooder
- Suzie Usaj como DJ de radio

### "La chica de los sueños"
- Namrata Sheth como Tara
- Sayandeep Sangupta como Arnab
- Rohan Joshi como Sonu
- Ashwin Mushran como gerente
- Rikin Saigal como Gippy
- Farhan Syed como director
- Swati Jain como Pari
- Virat Pal como jefe

### "Vive y deja saltar"
- Bobby Slaski como Zach
- Rhett Wellington como Logan
- Jerry Campisi como Noé
- Bix Krieger como Brittney
- Hannah McBride como Jess
- Skip Howland como piloto Skip
- Jeff Turner como el sobrino de Skip
- Dominique Star como saltador solitario
- Jared Trevino como el instructor de Jess
- Matt Tramel como instructor lesionado
- Felipe Cortéz Muñoz como Instructor Tándem
- Nate Shane como el chico sin piernas
- Sebastian Redd como instructor aturdido
- Mike Ferguson como granjero

### "Bebés peludos"
- Libby Letlow como Becky
- Matthew Layton como Stuart
- Braedyn Bruner como Angela
- Kevin Bohleber como Miles
- Phillip Lundquist como Bo
- Trevor Wright como Abraham / Paleman
- Cameron Krugman como Pat
- Jenna McCarthy como Christina
- Sivan Genier como Sam
- William Granillo como Gary

### "Polizón"
- Alanah Pearce como Halley
- Josh Goldbloom como un local pintoresco
- Boomer Feith como el local número 1
- Yuritzi Bojorquez como Local #2
- Ketzali Bjorquez como hija
- Theodora Flanagan como la hija de Halley
- Joey Wilson como figura extraterrestre

## Producción
En octubre de 2023, en la New York Comic Con, se anunció que se estaba desarrollando un séptimo V/H/S. Cada uno de los segmentos de la antología está orientado a la Ciencia ficción en la línea de otras secuelas de franquicias de terror ambientadas en el espacio exterior como Jason X, Leprechaun 4: In Space, hellraiser: Bloodline, Dracula 3000 y Amityville in Space, para un lanzamiento exclusivo de Shudder. Josh Goldbloom, Brad Miska y James Harris fueron los productores. El proyecto es una producción conjunta entre Shudder Original Films, Bloody Disgusting, Cinepocalypse y Studio71. 
En julio de 2024, Bloody Disgusting anunció a los directores de la película como Jordan Downey, Christian y Justin Long, Justin Martinez, Virat Pal y Kate Siegel, con Michael Schreiber como productor adicional. 

## Estreno
V/H/S/Beyond se estrenó en Fantastic Fest el 20 de septiembre de 2024, seguido de un lanzamiento exclusivo en Shudder el 4 de octubre de 2024.  

## Recepción
En el sitio web agregador de reseñas Rotten Tomatoes, el 89% de las 37 reseñas de los críticos son positivas, con una calificación promedio de 6.8/10. Metacritic, que utiliza un promedio ponderado, le asignó a la película una puntuación de 69 sobre 100, basada en 7 críticos, lo que indica reseñas "generalmente favorables".
Ryan Scott de /Film le dio a la película una calificación de 9/10, escribiendo "libra por libra, segmento por segmento, muerte por muerte, esto es todo lo que podríamos desear de una antología de terror". 
Brian Tellerico de RogerEbert.com le dio a la película una reseña neutral, otorgándole 2,5 estrellas de 4. 